# 동아시아연구원
동아시아연구원(East Asia Institute, EAI)는 국내외 논제와 관련 정책 등을 주로 연구하는  대한민국의 민간 싱크탱크이다.

## 연구
2002년부터 영문 저널 《Journal of East Asian Studies》(JEAS)를 발행하고 있다. JEAS는 2005년 8월에는 호주국립대학교의 아시아저널 평가에서 전체 110개 평가 대상지 가운데 7위에 올랐으며, 2008년 1월에는 국내 저널 중 여섯번째로 사회과학논문인용색인(SSCI)에 등재되었다.